# Mai-Mai Kata Katanga
Mai-Mai Kata Katanga, ou também Mai-Mai Bakata Katanga, é um grupo rebelde mai-mai na República Democrática do Congo que defende a independência da província congolesa de Catanga. Foi formado logo após que o líder do grupo, Gédéon Kyungu Mutanga, escapou da prisão em setembro de 2011. Kata Katanga significa "secessão de Catanga" em suaíli. Estima-se que, no seu auge em 2013, os rebeldes do Kata Katanga numeravam em aproximadamente 3.000 membros, dos quais a maioria estava baseada no Território de Mitwaba.
Kata Katanga é um dos participantes da insurgência em Catanga. Sua operação mais significativa ocorreu em 23 de março de 2013, quando 200 rebeldes entraram em Lubumbashi, capital da província de Katanga e a segunda maior cidade do Congo, carregando a bandeira do Estado secessionista do Catanga (1960-1963).  Pelo menos 35 pessoas morreram antes de os rebeldes se renderem às forças de paz da Organização das Nações Unidas (ONU). Como resultado do conflito, quase 400.000 pessoas de Catanga vivem em campos como pessoas deslocadas internamente.
Em agosto de 2013, a missão da ONU na República Democrática do Congo, a MONUSCO, resgatou 82 crianças, algumas com apenas oito anos, que haviam sido recrutadas à força pela milícia como crianças-soldados. A MONUSCO afirma que um total de 163, incluindo 22 meninas, foram libertadas desde o começo do ano. O Escritório das Nações Unidas para a Coordenação de Assuntos Humanitários afirmou que os efeitos humanitários se propagaram para a metade dos 22 territórios de Catanga.
A violência do Kata Katanga diminuiu depois de 2013 e, em 2015, Kyungu anunciou que criaria um partido político para participar das próximas eleições .  Em outubro de 2016, o próprio Kyungu e várias centenas de rebeldes entregaram suas armas em uma cerimônia em Lubumbashi.